# Амвросіївка (станція)
Амвро́сіївка — проміжна залізнична станція Донецької дирекції Донецької залізниці. Розташована в місті Амвросіївка, Амвросіївський район, Донецької області на двоколійній електрифікованій змінним струмом лінії Іловайськ — Квашине між станціями Кутейникове (8 км) та Квашине (10 км).
Станом на кінець грудня 2017 р. сайт Яндекс подає інформацію про наявність приміського руху по станції.